# The Borrower
The Borrower (br: Ameaça do Espaço) é um filme americano de terror e ficção científica dirigido por John McNaughton e lançado em 1991.

## Sinopse
Um alienígena criminoso é condenado em seu planeta a viver na Terra na forma humana, como punição para os seus crimes hediondos. Ele vai parar nas ruas de Chicago e periodicamente precisa, substituir seu corpo, quando o corpo que ele ocupa é danificado. Para isso, ele mata qualquer um que cruze seu caminho numa série de crimes.

## Elenco
- Rae Dawn Chong ... Diana Pierce
- Don Gordon ... Charles Krieger
- Tom Towles ... Bob Laney
- Antonio Fargas ... Julius
- Neil Giuntoli ... Scully
- Larry Pennell ... Capitão Scarcelli
- Pam Gordon ... Connie
- Tony Amendola ... Dr. Cheever
- Robert Dryer  ...  Borrower / Humanos
- Richard Wharton ...  Piloto alienígena
- Bentley Mitchum ...  Kip
- Zoe Trilling ...  Astrid
- Tamara Clatterbuck ...  Michelle Chodiss
- Tom Allard ... Ruben Whitefeather
- Darryl Shelly ... Drogado